# Ana María Rubens
Ana María Rübens, en alemán Annemarie Rübens, (Buenos Aires, 24 de mayo de 1900-Alemania, 1990) fue una teóloga, activista social y feminista argentina, reconocida por su labor en épocas de guerras y dictaduras en territorios europeos y latinoamericanos en el siglo XX.

## Trayectoria
Rübens nació en Buenos Aires y cuando tenía 9 años sus padres decidieron mudarse a Alemania. Hija de padre católico y madre protestante, ambos de origen alemán. En 1920 comenzó a estudiar teología, formando parte del primer grupo de mujeres teólogas admitidas por la iglesia evangélica alemana, y que también reivindicaban, desde la Asociación de Mujeres Teólogas Protestantes, que fundó junto a otras ocho mujeres en 1925, entre otros, el derecho a poder ser ordenadas pastoras. En 1927 comenzó trabajando como vicaria en hogares de ancianos y escuelas de oficios. Fundó la Asociación de Teólogas Protestantes en 1930, para seguir impulsando su lucha por la igualdad. Fue profesora de religión entre 1931 y 1932. 
En el contexto del ascenso del nazismo; en 1933, Rübens realizó una prédica religiosa por la que es expulsada de Alemania. Se trasladó a Holanda, donde trabajó con familias refugiadas y posteriormente a Uruguay en Colonia Valdense, donde fundó una colonia de vacaciones para niños y niñas refugiados víctimas del régimen nazi, que más tarde, pasó a ser una guardería para hijos e hijas de detenidos políticos por la dictadura, llamada Casa Rübens.
Tuvo un hijo en 1943, llamado Thomas. Vivió bajo una reflexiva crítica de su lugar en el mundo como mujer, fue de las primeras mujeres en usar pantalones y pelo corto en Colonia Valdense, ciudad en la que vivió durante 40 años. En 1979 fue expulsada de Uruguay por el régimen dictatorial, no pudiendo volver a visitar el que fue su país de acogida. 
Después trabajó para Amnistía Internacional y luego, se trasladó a una residencia de ancianos en Gotinga.
Rübens murió en Alemania en 1990,[cita requerida] pero sus cenizas fueron derramadas en Colonia Valdense.

## Reconocimientos
En 2008, el instituto cultural uruguayo, Casa Bertolt Brecht, grabó un documental que recopila la historia e hitos sociales de Rübens. Este mismo año, una calle de Montevideo fue nombrada en su honor, promovida por la comisión pro infancia "Montevideo Este" Pasitos Cortos.
En 2016, la Fundación Isabel Artús solicitó a la Junta Departamental de Colonia, que la calle denominada Camino de las Toscas, donde vivió y dio refugio y guía a muchos niños, pasara a denominarse Ana María Rübens, como homenaje a su vida.